# Günther Hillmann
Günther Hillmann (* 15. April 1919 in Ludwigslust; † 8. Mai 1976 in Nürnberg) war ein deutscher Biochemiker. Während des Zweiten Weltkriegs arbeitete er an einem Forschungsprojekt mit, zu dem der KZ-Arzt Josef Mengele Blutproben aus dem KZ Auschwitz lieferte. Nach dem Krieg leitete er das Chemische Institut der Krankenanstalten Nürnberg.

## Leben
Hillmann war der Sohn eines Studienrats. Laut eigenen Angaben gehörte er der HJ, dem NS-Kraftfahrkorps und NS-Reiterkorps an. Er studierte von 1937 bis 1941 Chemie an der Technischen Hochschule Danzig. Anschließend arbeitete er zwei Jahre in der Chemischen Abteilung des Pathologischen Instituts der Charité in Berlin bei Karl Hinsberg an seiner Doktorarbeit. Dabei forschte er zu der Frage, ob bzw. wie Krebserkrankungen das Blutserum biochemisch veränderten. Hintergrund dieses Projekts waren die seinerzeit Aufsehen erregende Krebstheorie  Fritz Kögls und Emil Abderhaldens Theorie der „Abwehrfermente“. Ziel war eine enzymatische Krebsdiagnose anhand eines Serums.
Hillmann sollte Hinsberg 1943 eigentlich an das Zentralinstitut für Krebsforschung begleiten, als dieser an die Reichsuniversität Posen berufen wurde. Er überwarf sich aber auch persönlich mit Hinsberg und erhielt auf Fürsprache des damaligen DFG-Präsidenten Rudolf Mentzel die Möglichkeit, mit einem Stipendium der DFG als Gast bei Adolf Butenandt am Kaiser-Wilhelm-Institut für Biochemie (KWI-B) zu arbeiten. Butenandt lernte seinen neuen Mitarbeiter bald schätzen, akzeptierte ihn als Doktoranden und versuchte, ihn am Institut zu halten.
Auf Vermittlung Butenandts arbeitete Hillmann als biochemischer Experte an einem Forschungsprojekt Otmar von Verschuers mit, das ebenfalls auf der Abderhalden’schen Methode basierte und von dem sich Verschuer eine serologische Bestimmung der Rassenzugehörigkeit, also eine Art rassischen Bluttest erhoffte. An diesem DFG-Projekt „Spezifische Eiweißkörper“ arbeitete auch Verschuers Assistent Josef Mengele mit, der in seiner Funktion als Lagerarzt des KZ Auschwitz anthropologische Untersuchungen an „verschiedensten Rassengruppen“ durchführte und ca. 200 Blutproben zur Bearbeitung an das Berliner Laboratorium schickte. Dem amerikanischen Historiker Robert Proctor zufolge war der Nobelpreisträger und nachmalige Präsident der Max-Planck-Gesellschaft Butenandt durch Hillmann über die Zusammenhänge des Projekts informiert.
Als das Berliner KWI-B unter Butenandt gegen Kriegsende im Wesentlichen nach Tübingen ausgelagert wurde, fungierte Hillmann quasi als Brückenkopf Butenandts in Berlin. Auch über das Kriegsende hinaus blieb Hillmann dem Institut treu. Er promovierte 1947 an der Technischen Universität Berlin (Über die Spaltung racemischer Aminosäuren in die optischen Antipoden in Verbindung mit der Peptidsynthese). Er übernahm 1949 die Leitung des Laboratoriums der Medizinischen Klinik in Tübingen. Hier habilitierte er sich 1956 und wurde 1962 zum außerplanmäßigen Professor ernannt. 1963 ging er nach Nürnberg, wo er bis zu seinem Tode die Leitung des Chemischen Instituts der Städtischen Krankenanstalten innehatte, eines der wenigen Laboratorien dieser Art an kommunalen Krankenhäusern. Er gehörte am 22. April 1964 zu den Gründern der Deutschen Gesellschaft für Klinische Chemie und wurde zu deren erstem Vorsitzenden gewählt.

## Veröffentlichungen
- Über die Spaltung racemischer Aminosäuren in die optischen Antipoden in Verbindung mit der Peptidsynthese. (1947).
- Synthese des Schilddrüsenhormons. Tübingen 1955.
- Biosynthese und Stoffwechselwirkungen der Schilddrüsenhormone.Tübingen 1961.